# Axel W. Gade
Axel Wilhelm Gade, född den 28 maj 1860 i Köpenhamn, död där den 9 november 1921, var en dansk kompositör och violinist. Han var son till Niels W. Gade.
Gade utbildades bland annat i Berlin för Joachim och Kiel. Han blev 1885 lärare vid musikkonservatoriet och 1910 kunglig konsertmästare. Han var, skriver Povl Engelstoft i Nordisk familjebok, "en konstnär af sällsynt fin smak och kultur". Gade komponerade bland annat operan Venezias Nat (1919)  med libretto efter Holger Drachmann.

## Utmärkelser
- Riddare av Dannebrogorden,  1915[3]

[Redigera Wikidata]